# Foot Ball Club Torino 1912-1913
Questa voce raccoglie le informazioni riguardanti il Foot Ball Club Torino nelle competizioni ufficiali della stagione 1912-1913.

## Rosa
| N. |                     | Ruolo | Calciatore            |
| -- | ------------------- | ----- | --------------------- |
|    | Italia (bandiera)   |       | Argent                |
|    | Svizzera (bandiera) |       | Enrico Bachmann I (c) |
|    | Svizzera (bandiera) |       | Friedrich Bollinger   |
|    | Italia (bandiera)   |       | Felice Brunetti       |
|    | Italia (bandiera)   |       | Carlo Capra II        |
|    | Italia (bandiera)   |       | Giovanni D'Auria I    |
|    | Italia (bandiera)   | P     | Antonio D'Auria II    |
|    | Italia (bandiera)   |       | Enrico Debernardi I   |
|    | Italia (bandiera)   |       | Guido Debernardi II   |
|    | Italia (bandiera)   |       | Carlo De Marchi       |

| N. |                     | Ruolo | Calciatore                 |
| -- | ------------------- | ----- | -------------------------- |
|    | Italia (bandiera)   |       | Domenico Giorda            |
|    | Italia (bandiera)   |       | Biagio Goggio              |
|    | Italia (bandiera)   | P     | Giuseppe Morando I         |
|    | Italia (bandiera)   |       | Vittorio Morelli di Popolo |
|    | Italia (bandiera)   |       | Francisco Mosso I          |
|    | Italia (bandiera)   |       | Eugenio Mosso III          |
|    | Svizzera (bandiera) |       | Alfred Rubli               |
|    | Italia (bandiera)   |       | Enrico Ruffa               |
|    | Italia (bandiera)   |       | Enea Zuffi II              |

## Risultati

### Prima Categoria

#### Girone piemontese

##### Girone di andata
| Arbitro: | Ferraris (Torino) |

|         |           |           |
| Bologna | Marcatori | Mosso III |

| Arbitro: | Radice (Milano) |

|  |           |                     |
|  | Marcatori | 81’ (aut.) Capra II |

| Arbitro: | Valvassori (Torino) |

|  |           |                                      |
|  | Marcatori | Mosso III Mosso I Ruffa Debernardi I |

| Arbitro: | Radice (Milano) |

|             |           |                   |
| Serasso 16’ | Marcatori | 88’ Debernardi II |

| Arbitro: | Borda (Torino) |

|           |           |               |
| Valobra I | Marcatori | Debernardi II |

##### Girone di ritorno
| Arbitro: | Resegotti (Milano) |

|                         |           |         |
| Debernardi II Mosso III | Marcatori | Quaglia |

| Arbitro: | Meazza (Milano) |

|                               |           |                 |
| Rampini I Ferraro I V. Fresia | Marcatori | .’ (rig.) Rubli |

| Arbitro: | Pasteur (Genova) |

|                                                                                   |           |                                              |
| Debernardi I 7’, 41’, 12’ Debernardi II 8’, 52’ Mosso III 10’ Bachmann I 45’, 87’ | Marcatori | 20’, 74’ Ayers 28’ Comte 65’, 82’, 66’ Poggi |

| Arbitro: | Radice (Milano) |

|  |           |                              |
|  | Marcatori | 8’ (rig.) Serasso 26’ Mattea |

| Arbitro: | Scamoni (Torino) |

|                                                |           |           |
| Mosso I Debernardi II Morelli di Popolo Goggio | Marcatori | Marchisio |

## Statistiche

### Statistiche di squadra
| Competizione    | Punti | In casa | In casa | In casa | In casa | In casa | In casa | In trasferta | In trasferta | In trasferta | In trasferta | In trasferta | In trasferta | Totale | Totale | Totale | Totale | Totale | Totale | DR  |
| Competizione    | Punti | G       | V       | N       | P       | Gf      | Gs      | G            | V            | N            | P            | Gf           | Gs           | G      | V      | N      | P      | Gf     | Gs     | DR  |
| --------------- | ----- | ------- | ------- | ------- | ------- | ------- | ------- | ------------ | ------------ | ------------ | ------------ | ------------ | ------------ | ------ | ------ | ------ | ------ | ------ | ------ | --- |
| Prima Categoria | 11    | 5       | 3       | 0       | 2       | 22      | 11      | 5            | 2            | 1            | 2            | 13           | 10           | 10     | 5      | 1      | 4      | 35     | 21     | +14 |

### Statistiche dei giocatori
| Giocatore        | Prima Categoria | Prima Categoria |
| Giocatore        | Presenze        | Reti            |
| ---------------- | --------------- | --------------- |
| Argent           | 2               | 0               |
| E. Bachmann I    | 10              | 1               |
| F. Bollinger     | 1               | 0               |
| F. Brunetti      | 2               | 0               |
| C. Capra II      | 9               | 0               |
| G. D'Auria I     | 2               | 0               |
| A. D'Auria II    | 4               | -4              |
| E. Debernardi I  | 6               | 4               |
| G. Debernardi II | 10              | 10              |
| D. Marchi        | 5               | 0               |
| D. Giorda        | 4               | 0               |
| B. Goggio        | 5               | 1               |
| G. Morando I     | 6               | -17             |
| M. di Popolo     | 10              | 1               |
| F. Mosso I       | 6               | 8               |
| E. Mosso III     | 10              | 7               |
| A. Rubli         | 10              | 1               |
| E. Ruffa         | 3               | 2               |
| E. Zuffi II      | 5               | 0               |